# Den Leeuw Meulen
Den Leeuw Meulen (ook: Moulin du Lion) is een windmolen in de gemeente Pitgam in het Franse Noorderdepartement. Deze standerdmolen fungeerde als korenmolen.

## Geschiedenis
De molen werd gebouwd in 1774, volgens een inscriptie in de molenspil. Eigenaar was toen Guillaume Delabaere, en de molen bleef in deze familie tot 1923. De molen bezat drie paar molenstenen. In 1923 werd de molen verkocht aan Lucien Dendrael, die eigenaar bleef tot zijn dood in 1946. Tot dit jaar was de molen in werking, deels door molenaars die hem van de eigenaar huurden. Hierna raakte de molen in verval. In 1970 werd ze echter als dorpsgezicht geklasseerd. De standerd was echter in slechte staat en in de herfst van 1983 viel het molenhuis op de grond.
De erfgenamen van de molenaar verkochten de molen in 1984 aan de gemeente. Met behulp van de burgemeester werd de molen gerestaureerd en in 1989 was ze weer maalvaardig.